# 미사역
미사역(渼沙驛, Misa station)은 경기도 하남시 미사동에 있는 수도권 전철 5호선의 전철역이다. 이 역부터 하남검단산역까지 하남시 구간이다. 역번호가 555로 5가 연속 세 번 반복되는 게 특징이다.
망월천 하저터널로 강일역과 연결되며, 고덕차량사업소 연결 선로가 단선으로 설치되어 있다.

## 연혁
- 2019년 5월 29일 : 역명을 미사역으로 확정[1]
- 2020년 8월 8일 : 하남선 상일동역~하남풍산역 구간 개통과 함께 영업 개시

## 역 구조

### 승강장
2면 2선의 상대식 승강장을 갖추고 있다. 승강장에는 스크린도어가 설치되어 있다.
| 강일 ↑     |
| \| 상      |
| ↓ 하남풍산 |

| 상행 | ● 수도권 전철 5호선 | 상일동 · 강동 · 천호 · 여의도 · 방화 방면 |
| 하행 | ● 수도권 전철 5호선 | 하남풍산 · 하남시청 · 하남검단산 방면     |

## 역 주변
- 하남종합운동장
- 미사2동주민센터
- 미사리 조정경기장
- 미사강변도시
- 미사호수공원
- 미사역파라곤
- 미사역힐스테이트
- 미사강변호반써밋
- 미사강변신안인스빌
- CGV 하남미사
- 하남 아이스박스 아이스링크

## 사진

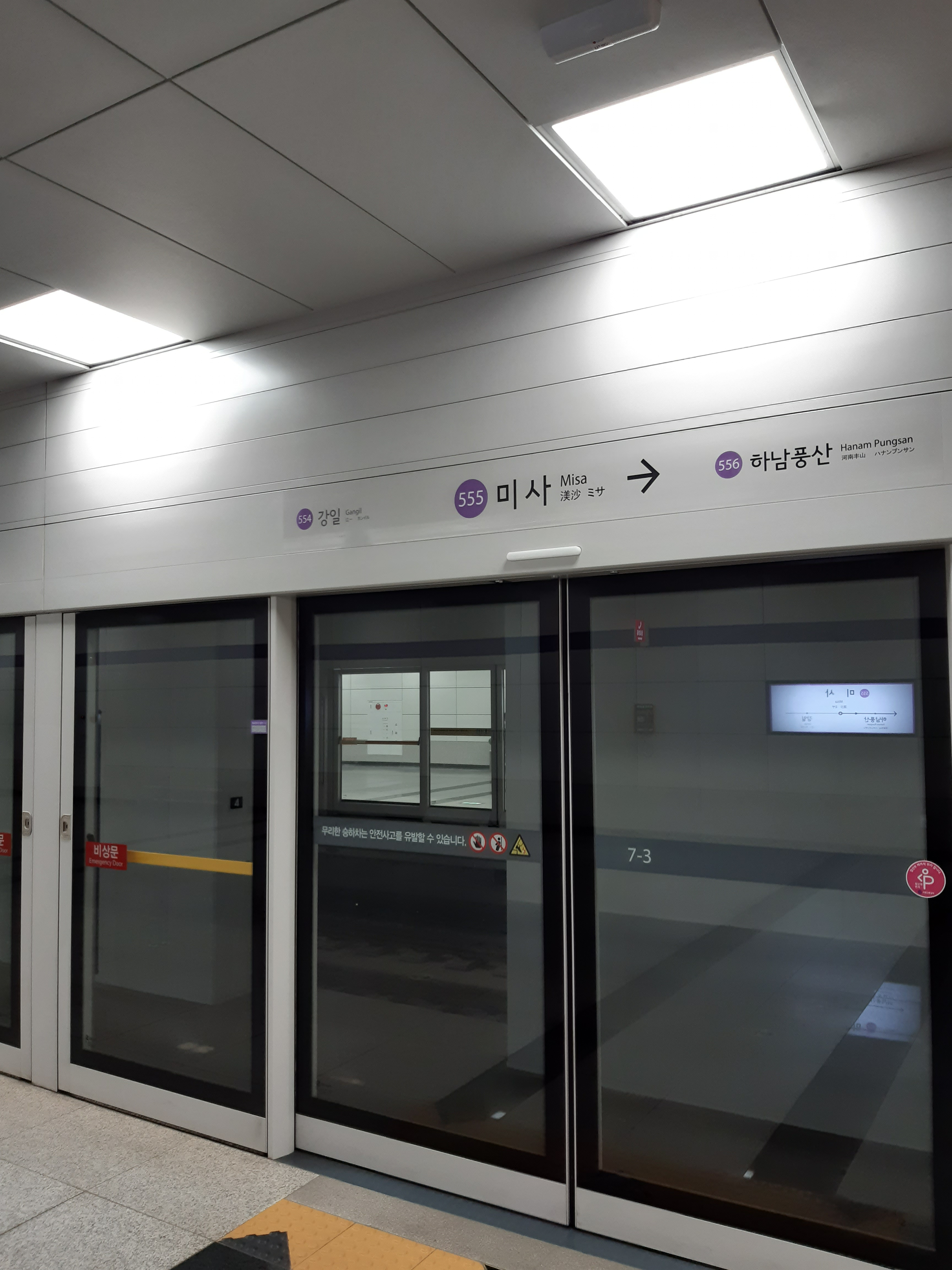
스크린도어
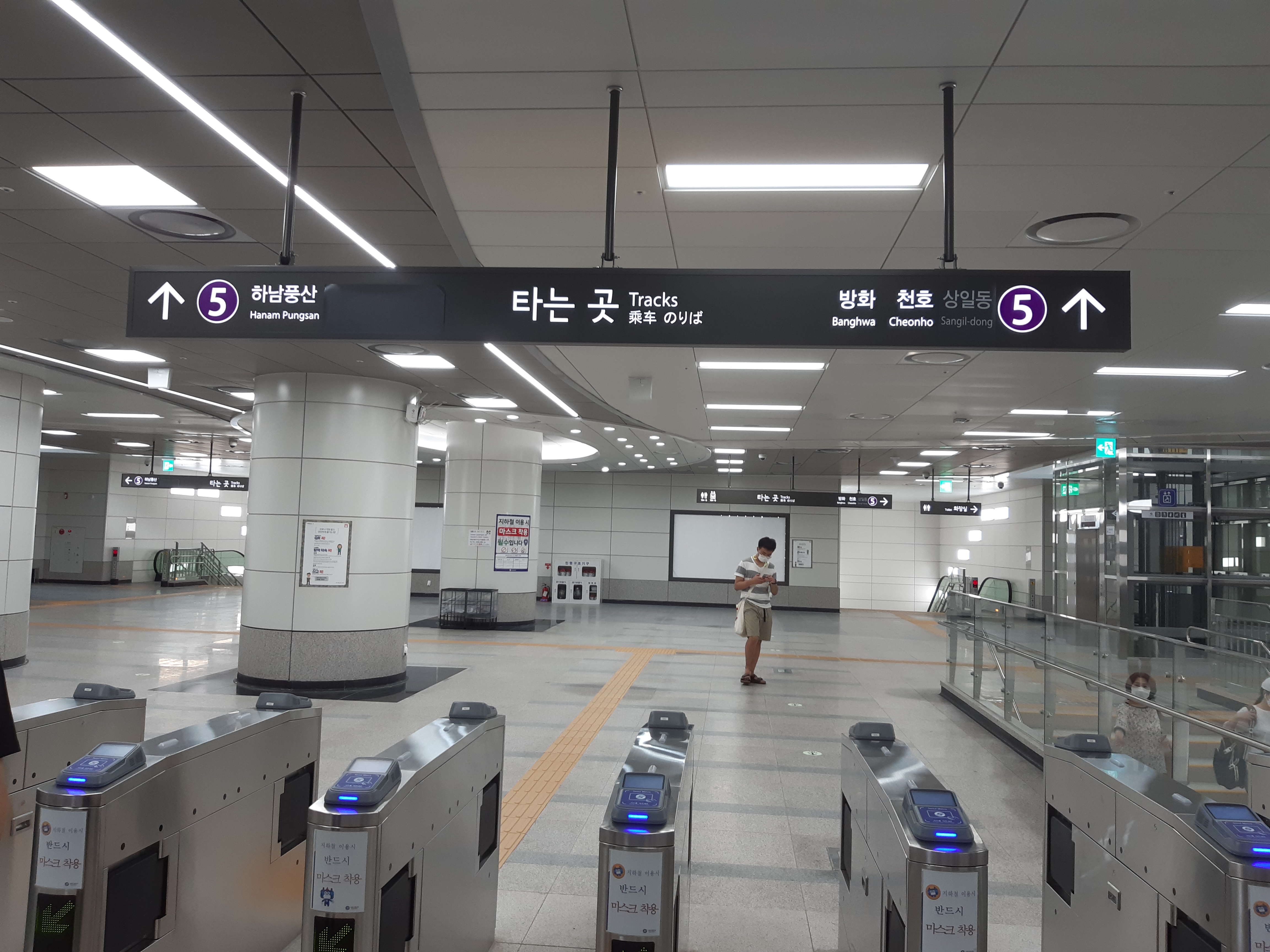
게이트 (하남풍산~하남검단산 구간 연장 개통 이전)
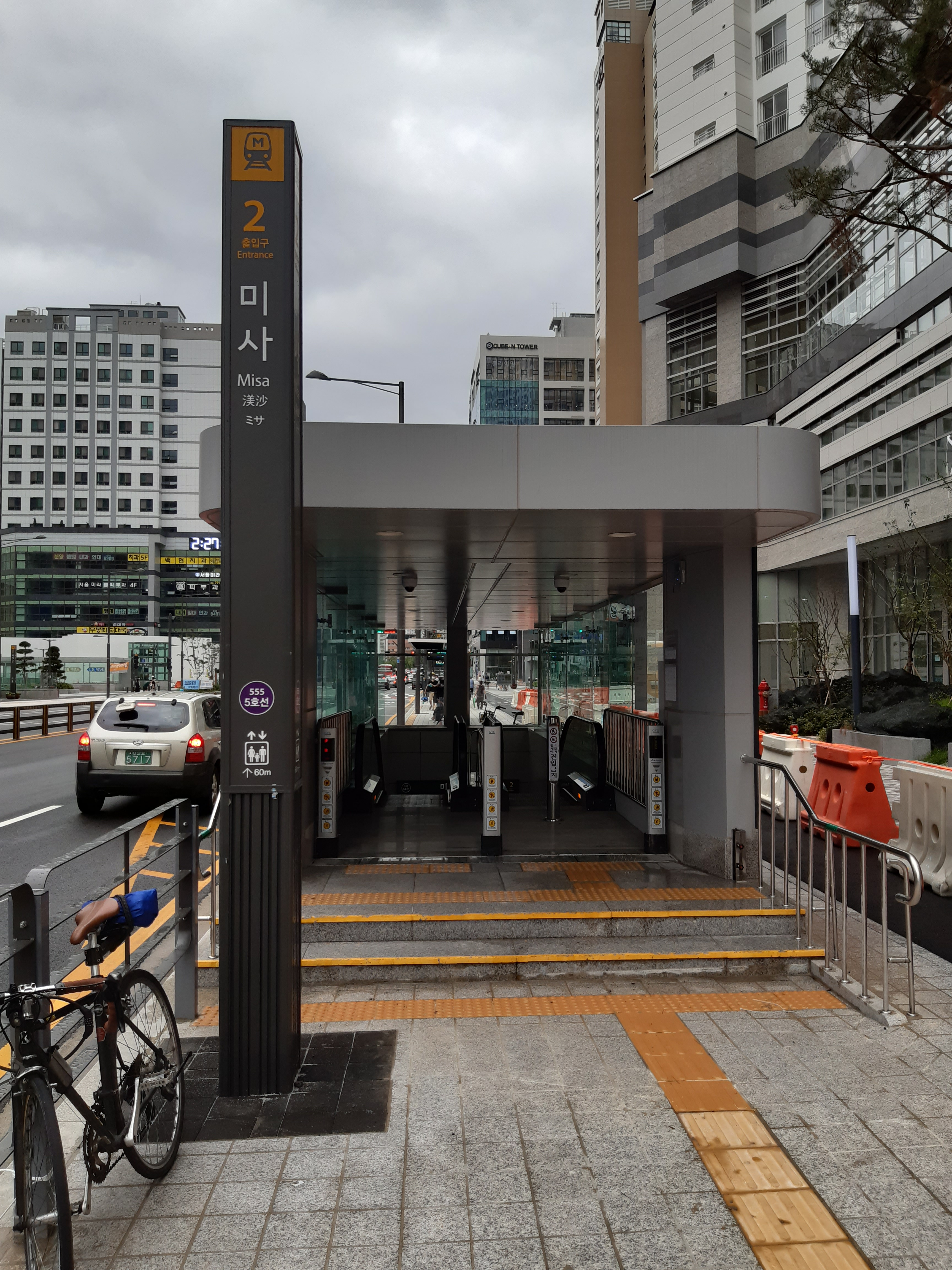
2번 출구
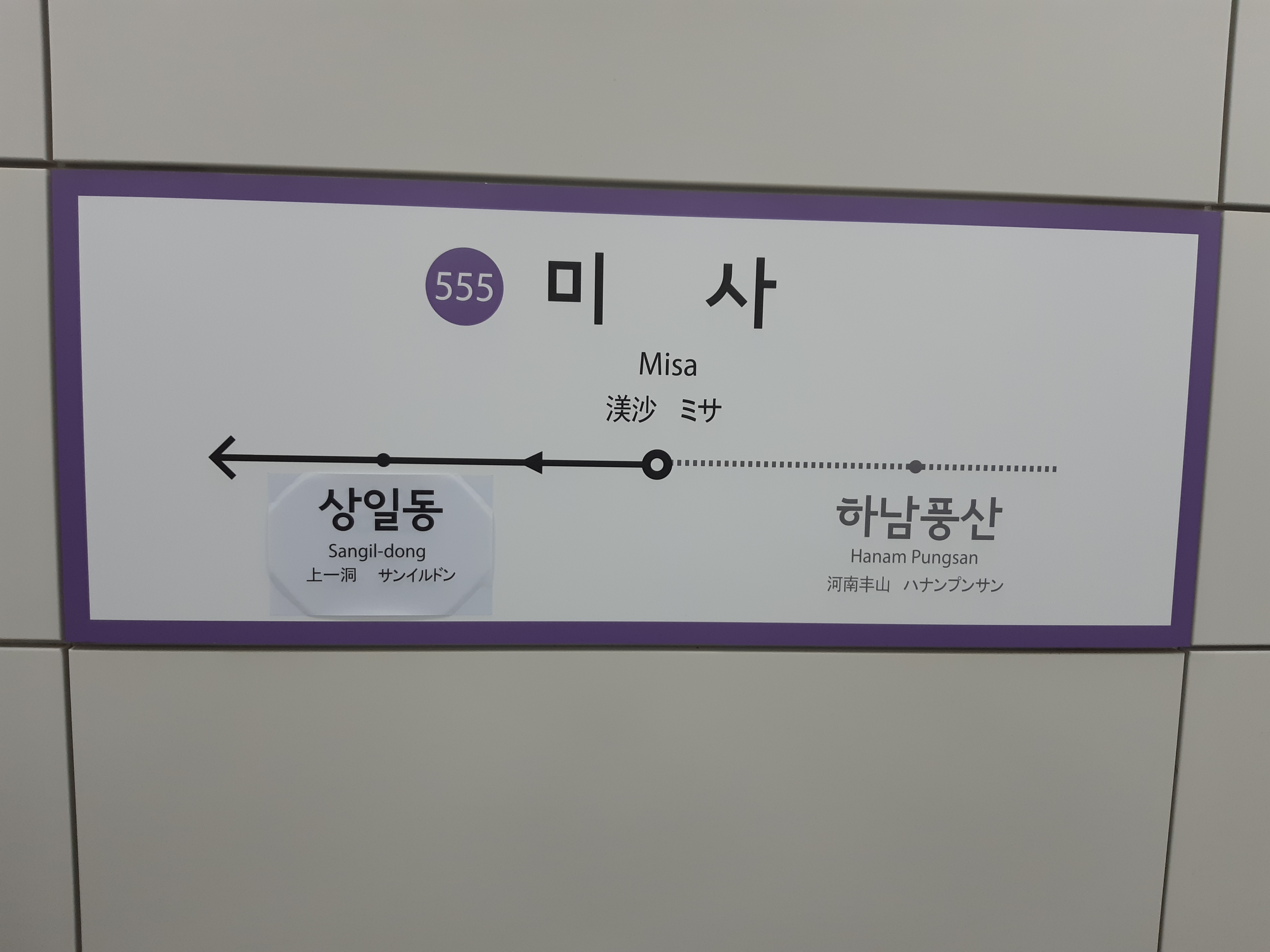
역명판(강일역 개통 전)

## 인접한 역
| 하남선             | 하남선              | 하남선                       |
| ------------------ | ------------------- | ---------------------------- |
| 554 강일 방화 방면 | ● 수도권 전철 5호선 | 556 하남풍산 하남검단산 방면 |